# Dragon (gruppo musicale polacco)
I Dragon sono un gruppo musicale death/thrash metal polacco, formatosi a Katowice nel 1984.

## Formazione
- Adrian "Fred" Frelich - voce (THD, ex-Cremator, ex-Necrophobic)
- Jarek Gronowski - chitarra, voce (ex-Kat)
- Tom Woryna - basso (ex-Crystal Viper, ex-Gilotyna)
- Krystian "Bomba" Bytom - batteria (Gilotyna, Under Forge, ex-M.A.S.H., ex-Darzamat, ex-Diachronia, ex-MidnightDate)

## Discografia

### Split
- 1987 - Metalmania '87
- 1987 - Metal Invasion

### Album studio
- 1989 - Horda Goga
- 1990 - Fallen Angel
- 1991 - Scream of Death
- 1994 - Sacrifice
- 1999 - Twarze